# NGC 7587
NGC 7587 (również PGC 70984 lub UGC 12484) – galaktyka spiralna z poprzeczką (SBab), znajdująca się w gwiazdozbiorze Pegaza. Odkrył ją Albert Marth 5 października 1864 roku.